# Volkmar von Wurmb
Volkmar von Wurmb (ur. 2 sierpnia 1853 w Berlinie, zm. 2 listopada 1905) – niemiecki prawnik i działacz samorządowy.

## Życiorys
Urodził się w rodzinie pruskiego oficera. Studiował prawo, administrację państwową i ekonomię na uniwersytetach w Lipsku, Strasburgu i Berlinie, uzyskując tytuł doktora nauk prawnych (1877). Prowadził kancelarię prawną i notarialną w Elsterwerda w Brandenburgii (1883-1893) i równocześnie pełnił funkcję radcy prawnego zarządu miasta w Schoneberg koło Berlina (do 1894), następnie w Gerze (do 1900). W tymże roku objął funkcję wójta w Sopocie, w trakcie pełnienia której miał zaszczyt przywitać żonę cesarza Niemiec Wilhelma II Hohenzollerna – Augusty Wiktorii przybyłej na poświęcenie nowo wybudowanej świątyni ewangelickiej pod wezwaniem Zbawiciela, obecnie katolickiej pod wezwaniem św. Jerzego. W rok później, po nadaniu miejscowości praw miejskich, został pierwszym sopockim burmistrzem (1902–1905). W okresie zarządzania przez niego miastem np. zatwierdzono herb miasta, zaczęła obowiązywać ordynacja miejska, utworzono policję, dyrekcję ds. kąpieliskowych, wybudowano szkołę podstawową dla dziewcząt na rogu al. Niepodległości i ul. Marynarzy (1902), Łazienki Północne (1903), Zakład Balneologiczny (1904), wydano kroniki Sopotu (Chronik der Stadt Seebad Zoppot, wyd. 2005), przejęto i zmodernizowano gazownię miejską (1903), powołano Sopocką Miejską Kasę Oszczędności (Sparkasse der Stadt Ostseebad Zoppot) (1904). W 1905 udał się na leczenie do Wiesbaden, zrezygnował ze sprawowanej funkcji i w tymże roku zmarł.